# Anthrax tureus
Anthrax tureus är en tvåvingeart som beskrevs av Greathead 1980. Anthrax tureus ingår i släktet Anthrax och familjen svävflugor.
Artens utbredningsområde är Oman. Inga underarter finns listade i Catalogue of Life.